# Momčilo Vukotić
Momčilo Vukotić (srbskou cyrilicí Moмчилo Bукoтић; 2. června 1950 Bělehrad – 3. prosince 2021 Bělehrad) byl jugoslávský fotbalista srbské národnosti, záložník. Po skončení aktivní kariéry působil jako trenér. V letech 2001-2004 byl trenérem kyperské reprezentace.

## Fotbalová kariéra
Celou svou kariéry hrál v jugoslávské lize za Partizan Bělehrad, s výjimkou jedné sezóny ve francouzské lize v týmu FC Girondins de Bordeaux. V Poháru mistrů evropských zemí nastoupil ve 4 utkáních, a v Poháru UEFA nastoupil v 10 utkáních a dal 4 góly. S Partizanem vyhrál třikrát jugoslávskou ligu. Za jugoslávskou fotbalovou reprezentaci nastoupil v letech 1972-1978 ve 14 utkáních a dal 4 góly. Byl členem jugoslávské fotbalové reprezentace na Mistrovství Evropy ve fotbale 1976, ale v utkání nenastoupil.

## Ligová bilance
| Ročník                          | Zápasy | Góly | Klub                     |
| ------------------------------- | ------ | ---- | ------------------------ |
| Jugoslávská Prva liga 1967/1968 | 2      | 0    | Partizan Bělehrad        |
| Jugoslávská Prva liga 1968/1969 | 15     | 8    | Partizan Bělehrad        |
| Jugoslávská Prva liga 1969/1970 | 29     | 6    | Partizan Bělehrad        |
| Jugoslávská Prva liga 1970/1971 | 32     | 10   | Partizan Bělehrad        |
| Jugoslávská Prva liga 1971/1972 | 26     | 3    | Partizan Bělehrad        |
| Jugoslávská Prva liga 1972/1973 | 29     | 11   | Partizan Bělehrad        |
| Jugoslávská Prva liga 1973/1974 | 30     | 7    | Partizan Bělehrad        |
| Jugoslávská Prva liga 1974/1975 | 27     | 14   | Partizan Bělehrad        |
| Jugoslávská Prva liga 1975/1976 | 33     | 7    | Partizan Bělehrad        |
| Jugoslávská Prva liga 1976/1977 | 0      | 0    | Partizan Bělehrad        |
| Jugoslávská Prva liga 1977/1978 | 34     | 11   | Partizan Bělehrad        |
| Ligue 1 1978/1979               | 36     | 8    | FC Girondins de Bordeaux |
| Jugoslávská Prva liga 1979/1980 | 24     | 5    | Partizan Bělehrad        |
| Jugoslávská Prva liga 1980/1981 | 24     | 6    | Partizan Bělehrad        |
| Jugoslávská Prva liga 1981/1982 | 30     | 9    | Partizan Bělehrad        |
| Jugoslávská Prva liga 1982/1983 | 32     | 5    | Partizan Bělehrad        |
| Jugoslávská Prva liga 1983/1984 | 28     | 8    | Partizan Bělehrad        |
| CELKEM 1. jugoslávská liga      | 395    | 110  |                          |
| CELKEM 1. francouzská liga      | 36     | 8    |                          |